# Mary Carter
Mary Carter, coniugata Reitano (Sydney, 29 novembre 1934), è un'ex tennista australiana.

## Biografia
Durante la sua carriera vinse il singolare all'Australian Open nel 1956 vincendo contro Thelma Long in tre set (3-6, 6-2, 9-7).
Alcuni anni dopo, nel 1959, vinse nuovamente la competizione avendo la meglio su Renee Schuurman per 6-2, 6-3. Nello stesso anno giunse ai quarti di finale nell Open di Francia perdendo contro Rosie Darmon.
Nel doppio vinse l'edizione australiana del 1961 esibendosi con Margaret Smith Court, le due vinsero Mary Bevis Hawton e Jan Lehane O'Neill per 6-4, 3-6, 7-5.